# カルフーン郡 (ジョージア州)
カルフーン郡（カルフーンぐん、英: Calhoun County）は、アメリカ合衆国ジョージア州の南西部に位置する郡である。2010年国勢調査での人口は6,694人であり、2000年の6,320人から5.9%増加した。郡庁所在地はモーガン市（人口240人）であり、同郡で人口最大の都市はアーリントン市（人口1,479人）である。カルフーン郡は1854年2月20日に設立された。

## 歴史と現在
カルフーン郡の郡名は第7代アメリカ合衆国副大統領を務めたジョン・カルフーンに因んで名付けられた。
郡庁所在地のモーガン市には歴史ある郡庁舎がある。アーリントン市に1つだけ3色の交通信号があり、また南北方向と東西方向の鉄道もある。
郡とその都市では毎年祭が開催されている。スティルポンド・ビニヤード&ワイナリーは家族で所有運営するワイン製造所であり、南部のベイカー郡と接する場所にある。ここでは4月の第1土曜日にバッド・ブレイク・バッシュ、8月の第1土曜日にグレープ・ストンプ、12月の第1土曜日にホリデー・フェスティバルを開催している。エディソン市は5月の第2土曜日にビリー・レーン・キング・コットン・チャリティ・ホースショーを開催している。アーリントン市では5月の第1土曜日にジョージア州最古の祭りであるメイデーを開催し、リアリー市は12月の第2土曜日にリアリー・クリスマス・パレードを開催している。モーガン市は収穫祭を開催している。カルフーン郡は11月の第2土曜日にジョージア州道37号線沿いで開催される南西ジョージア・ハイコットン65マイル・ヤードセールに参加している。
郡内最大の雇用主はカルフーン郡病院局であり、カルフーン記念病院、カルフーン介護ホーム、R・E・ジェニングス医療クリニック、ウィロウッド生活支援施設、カルフーン・リハビリテーション・サービスの5か所の医療介護施設を運営している。カルフーン記念病院は、ジェニングス医療クリニックとカルフーン・リハビリテーション・サービスと共にアーリントン市R・E・ジェニングス・アベニューにある。この病院は25床の救急医療病院であり、1951年にヒル・バートン病院として設立された。ジェニングス医療クリニックには医師2人、中程度医療助手2人、資格ある支援スタッフがおり、初期医療に携わっている。カルフーン介護ホームは60床の長期療養施設であり、ウィロウッド生活支援施設は高齢者の独立性を確保することに重きを置く15床の個人介護施設であり、エディソン市にある。
カルフーン郡小学校がアーリントン市に、カルフーン郡中学・高校がエディソン市にあり、またカルフーン郡図書館もある。カルフーン州立刑務所がモーガン市にあり、リアリー市には2つのピーナッツ公売所がある。大型農場とくエール・ハンティング・プランテーションには美しい景観と道路がある。地域経済のかなめは農業である。
2008年、南西ジョージアに展開されている無線ブロードバンド・サービスを行うSGRITA社がアーリントン市に入った。

## 地理
アメリカ合衆国国勢調査局に拠れば、郡域全面積は283.57平方マイル (734.4 km2)であり、このうち陸地280.18平方マイル (725.7 km2)、水域は3.39平方マイル (8.8 km2)で水域率は1.20%である。

### 主要高規格道路

#### ジョージア州道
- ジョージア州道37号線
- ジョージア州道41号線
- ジョージア州道45号線
- ジョージア州道55号線
- ジョージア州道62号線
- ジョージア州道216号線
- ジョージア州道234号線
- ジョージア州道266号線

### 隣接する郡
- テレル郡 - 北東
- ドウアティ郡 - 東
- ベイカー郡 - 南東
- アーリー郡 - 南西
- クレイ郡 - 西
- ランドルフ郡 - 北西

## 人口動態
以下は2000年の国勢調査による人口統計データである。
| 基礎データ - 人口: 6,320人 - 世帯数: 1,962 世帯 - 家族数: 1,347 家族 - 人口密度: 9人/km2（23人/mi2） - 住居数: 2,305軒 - 住居密度: 3軒/km2（8軒/mi2） 人種別人口構成 - 白人: 38.26% - アフリカン・アメリカン: 60.60% - ネイティブ・アメリカン: 0.14% - アジア人: 0.06% - その他の人種: 0.44% - 混血: 0.49% - ヒスパニック・ラテン系: 2.99% | 年齢別人口構成 - 18歳未満: 22.1% - 18-24歳: 11.3% - 25-44歳: 33.3% - 45-64歳: 20.8% - 65歳以上: 12.6% - 年齢の中央値: 36歳 - 性比（女性100人あたり男性の人口） - 総人口: 130.1（州立刑務所に男性囚人1,200人が収容されている） - 18歳以上: 139.8 世帯と家族（対世帯数） - 18歳未満の子供がいる: 31.2% - 結婚・同居している夫婦: 41.7% - 未婚・離婚・死別女性が世帯主: 23.2% - 非家族世帯: 31.3% - 単身世帯: 28.7% - 65歳以上の老人1人暮らし: 12.7% - 平均構成人数 - 世帯: 2.55人 - 家族: 3.15人 | 収入と家計 - 収入の中央値 - 世帯: 24,588米ドル - 家族: 31,019米ドル - 性別 - 男性: 25,552米ドル - 女性: 16,554米ドル - 人口1人あたり収入: 11,839米ドル - 貧困線以下 - 対人口: 26.5% - 対家族数: 23.2% - 18歳未満: 39.2% - 65歳以上: 26.5% |

## 都市と町
- アーリントン
- エディソン
- リアリー
- モーガン - 郡庁所在地

### 未編入の町
| - バミューダ - コミッサリーヒル - コドレーズミル - ディッキー | - フォークス - ホルト - モイ - オークヒル | - パークスビル - ターマン - ウィリアムズバーグ |

### 廃村
- ウースカロガ